# Kudepsta
Kudepsta (del ruso: Кудепста) es un microdistrito perteneciente al distrito de Josta de la unidad municipal de la ciudad-balneario de Sochi del krai de Krasnodar del sur de Rusia. Tiene alrededor de 17 000 habitantes.
Está situado en desembocadura del río Kudepsta en la orilla nordeste del mar Negro, al sureste de la zona histórica de Sochi. Ocupa la parte inferior del valle del este río y de su pequeño afluente por la derecha el Zmeika. Sus principales arterias son la carretera de Sujumi, la calle Darwin y la calle Iskra. En esta última calle, en el 68-a, se halla el centro administrativo del municipio Kudepstinski del distrito de Ádler, al que Kudepsta no pertenece pero del que forman parte Bestúzhevskoye, Vardané-Vérino, Verjnenikoláyevskoye, Vorontsovka, Dubravni, Ilariónovka, Kalínovoye Ózero, Kashtany, Krásnaya Volia y Jleborob.

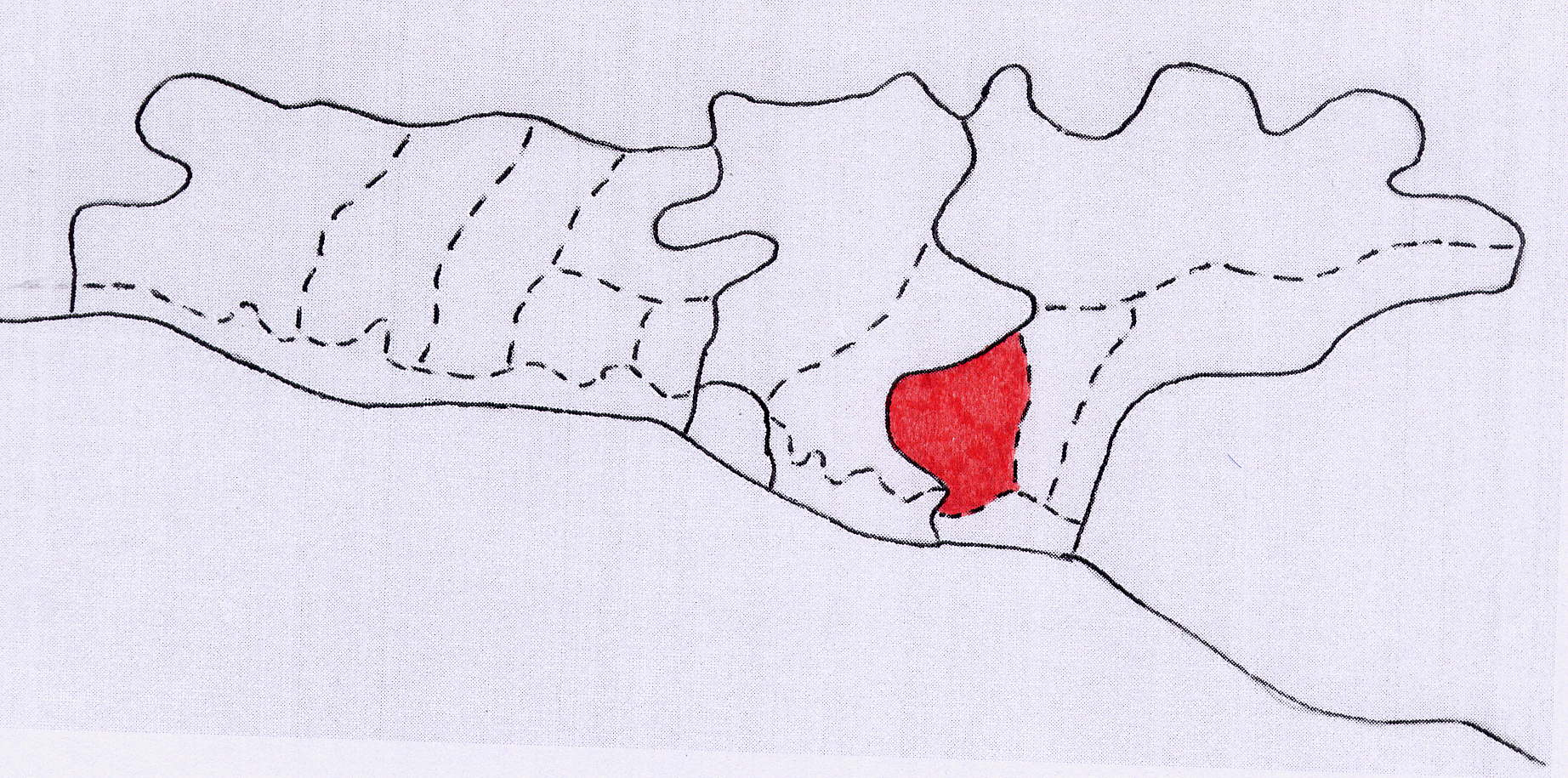
Municipio rural de Kudepsta en el mapa de la unidad municipal de Sochi.

## Historia
Forma parte de la ciudad de Sochi desde 1961. Fue conocido previamente como Nizhnenikólayevskoye.

## Lugares de interés
Cabe destacar el templo del Mártir Basilisco. En los alrededores del microdistrito se halla una piedra tallada de origen megalítico, conocida como la piedra de culto sacrificial de Kudepsta. Asimismo en la zona se halla el mayor alcornocal del país. La zona contiene aguas ricas en bromo y yodo y barros terapéuticos.